# Mutton island
Mutton island est une île située à 20 miles de la baie de Galway dans le comté de Clare en Irlande.